# Edward Ingram Watkin
Edward Ingram Watkin (Sale, 27 settembre 1888 – Paignton, 1981) è stato uno scrittore e filosofo inglese.

## Biografia
Ha studiato presso la Scuola di St Paul, Londra e al New College, Oxford. Nel 1908, Watkin si convertì al cattolicesimo.
Nel 1927, Watkin ebbe come amico il prete italiano Don Luigi Sturzo. Fondò nel 1936 con Eric Gill e Donald Attwater il movimento Pax. Questo movimento è stato sostanzialmente sostenuto da Dorothy Day.
Watkin si oppose al fascismo e il suo libro The Catholic Center comprende una critica dell'Italia fascista e della Germania nazista.

## Opere
- Some Thoughts on Catholic Apologetics: A Plea for Interpretation (1915)
- A Little Book of Prayers for Peace (1916)
- The Philosophy of Mysticism (1920)
- The Bow in the Clouds: An Essay Towards the Integration of Experience (1931)
- A Philosophy of Form (1935)
- Theism, Agnosticism And Atheism (1936)
- Men and Tendencies (1937)
- The Crime of Conscription (1939)
- The Catholic Center (1939)
- Catholic Art and Culture (1942)
- Praise of Glory (1943)
- The Balance of Truth (1943)
- Poets and Mystics (1953)
- Neglected Saints (1955)
- Roman Catholicism in England from the Reformation to 1950 (1957)
- The Church in Council (1960)